# Gerda Mayerová
Gerda Kamilla Mayerová, nepřechýleně Mayer, (9. června 1927 Karlovy Vary – 15. července 2021 Londýn) byla britská básnířka. Narodila se v židovské rodině v Karlových Varech v Československu a v roce 1939, když jí bylo jedenáct let, se ji podařilo v rámci akce Kindertransport dostat letecky do Anglie. Svou první báseň složila ve čtyřech letech v němčině, po příchodu do Anglie začala po čase psát básně v angličtině. Vydala několik básnických sbírek a její básně se objevily v mnoha sbornících. Carol Ann Duffy ji označila za skvělou básnířku, „která by si zasloužila být mnohem známější“.

## Dětství a mládí
Narodila se jako Gerda Stein v roce 1927 v Karlových Varech, v tehdy převážně německy mluvící oblasti Sudet v Československu. Její otec Arnold Stein měl ve městě malý obchod s dámskými šaty a kabáty a matka Erna (rozená Eisenberger) zde vlastnila pletařskou dílnu. Gerda měla z matčina předchozího manželství starší polorodou sestru Johannu.
Krátce před nacistickou anexí Sudet uprchla rodina v září 1938 do Prahy. Město bylo plné židovských uprchlíků z Německa a Rakouska a Mayerovi strávili následujících šest měsíců chozením po úřadech a konzulátech v marné snaze vyřídit si emigraci. Jako poslední možnost se Arnold Stein v únoru 1939 obrátil na Trevora Chadwicka, Angličana, který organizoval pražskou operaci na záchranu ohrožených dětí před nacisty. Chadwick našel pro Mayerovou místo v letadle, které odletělo do Británie z ruzyňského letiště 14. března 1939, den před vstupem německých vojsk do Prahy.

## Anglie
Chadvik zařídil, aby Mayerová zpočátku žila s jeho vlastní rodinou ve Swanage a aby se jeho ovdovělá matka Muriel Chadwick stala její poručnicí. Přestože Mayerová měla se svou poručnicí vcelku dobrý vztah, nebyly si nijak zvlášť blízké, a v roce 1940 nastoupila do internátní školy ve Swanage. Tam ji kvůli rodné němčině mylně považovali za Němku a ostatní žáci ji proto šikanovali. V roce 1942 přestala škola fungovat a Mayerová odešla do jiné internátní školy Stoatley Rough v Haslemere v hrabství Surrey, kde byla mnohem spokojenější. Tuto smíšenou školu bez vyznání založila v roce 1934 německá emigrantka Dr. Hilde Lion a kvakerská aktivistka Bertha Bracey, aby poskytly vzdělání především židovským dětem uprchlíků z nacistické Evropy.  Mayerová ukončila školní docházku ve Stoatley Rough v roce 1944 ve věku sedmnácti let a vrátila se ke své poručnici, která v té době žila ve Stratfordu nad Avonou.
Na začátku roku 1945 Mayerová odešla do hachšary (příprava na život v kibucu v Palestině), kde pracovala na farmách v hrabství Worcestershire a Surrey. Po sedmnácti měsících však zjistila, že ji taková práce nenaplňuje a koncem května 1946 se přestěhovala do Londýna, kde začala pracovat v kanceláři.
V září 1949 se provdala za Dolfiho Mayera a sňatkem získala britské občanství. Mayer přišel do Anglie v roce 1939 také jako uprchlík, ale z Vídně. V letech 1940–1946 sloužil v britské armádě a poté pracoval jako vedoucí kanceláře. V roce 1960 si založil vlastní dovozní firmu, kde Mayerová pomáhala s kancelářskými pracemi a zároveň pracovala na svých básních. Manžel zemřel v roce 2009.
Po třicítce Mayerová začala studovat na Bedford College na Londýnské univerzitě a v roce 1963 získala bakalářský titul z angličtiny, němčiny a dějin umění. Nějaký čas pracovala jako vědecká pracovnice pro historika architektury Nikolause Pevsnera, který byl jejím učitelem na univerzitě, ale protože ji práce nenaplňovala, po čase odešla a začala se věnovat poezii.
V padesátých a šedesátých letech se její básnická tvorba rozrostla a v roce 1975 jí vyšla první velká sbírka Treble Poets 2. Nadále publikovala básně v časopisech a antologiích, pravidelně vystupovala na básnických čteních a objevila se také v rozhlasových pořadech BBC. Postupně vycházely další sbírky, včetně dvou pro děti, s mnoha básněmi napsanými speciálně pro dětské publikum, a v roce 2013 byl výběr jejích básní přeložen do norštiny. V roce 2005 vydala Prague Winter, krátké vyprávění v próze a poezii o událostech, které vedly k odchodu z Prahy, a o lidech, které tam zanechala.
Gerda Mayerová zemřela 15. července 2021 ve věku 94 let.

## Osudy ostatních členů rodiny
Otec Mayerové byl v roce 1939 poslán do koncentračního tábora Nisko v Polsku. Odtud uprchl a dostal se do Sověty okupovaného Lvova, kde se připojil k sovětským jednotkám bojujícím na východní frontě. Poslední dopis své dceři napsal v červnu 1940.  V rozhovoru z roku 2010 Mayerová popisuje, jak jejího otce a několik jeho společníků Rusové zpočátku vítali. Po válce se však dozvěděla, že byl následně poslán do sovětského pracovního tábora, kde podle ní zahynul.  Její matka Erna byla v říjnu 1942 poslána do koncentračního tábora Terezín a následujícího roku do Osvětimi, kde také zemřela. Polorodá sestra Johanna, která byla poloviční Židovka, válku přežila a pracovala jako bankovní úřednice v Praze. Po válce trpěla duševní chorobou a byla hospitalizována ve východním Německu, zemřela v roce 2007.

## Dílo

### Básnické sbírky
- 1970: Oddments, (samizdatové)
- 1972: Gerda Mayer's Library Folder (ilustrace Deirdre Farrell), All In (Nina Steane)
- 1973: Poet Tree Centaur: A Walthamstow Group Anthology (redigovala Gerda Mayer), Oddments
- 1975: Treble Poets 2 (Florence Elon, Daniel Halpern, Gerda Mayer), Chatto & Windus
- 1980: Monkey on the Analyst's Couch, Ceolfrith Press
- 1985: March Postman, Priapus Press
- 1988: A Heartache of Grass, Peterloo Poets
- 1995: Time Watching, Hearing Eye
- 1999: Bernini's Cat: New and Selected Poems, IRON Press
- 2003: Hop Pickers' Holiday, The Happy Dragons Press
- 2013: Alle Blad Har Mist Sitt Tre (Všechny listy ztratily stromy), Nordsjoforlaget (do nořštiny přeložil Odveig Klyve)

### Básnické sbírky pro děti
- 1978: The Knockabout Show, Chatto & Windus
- 1984: The Candy-Floss Tree (Norman Nicholson, Gerda Mayer, Frank Flynn), Oxford University Press

### Autobiografie
- 2005: Prague Winter, Hearing Eye